# نیروی ذخیره نظامی

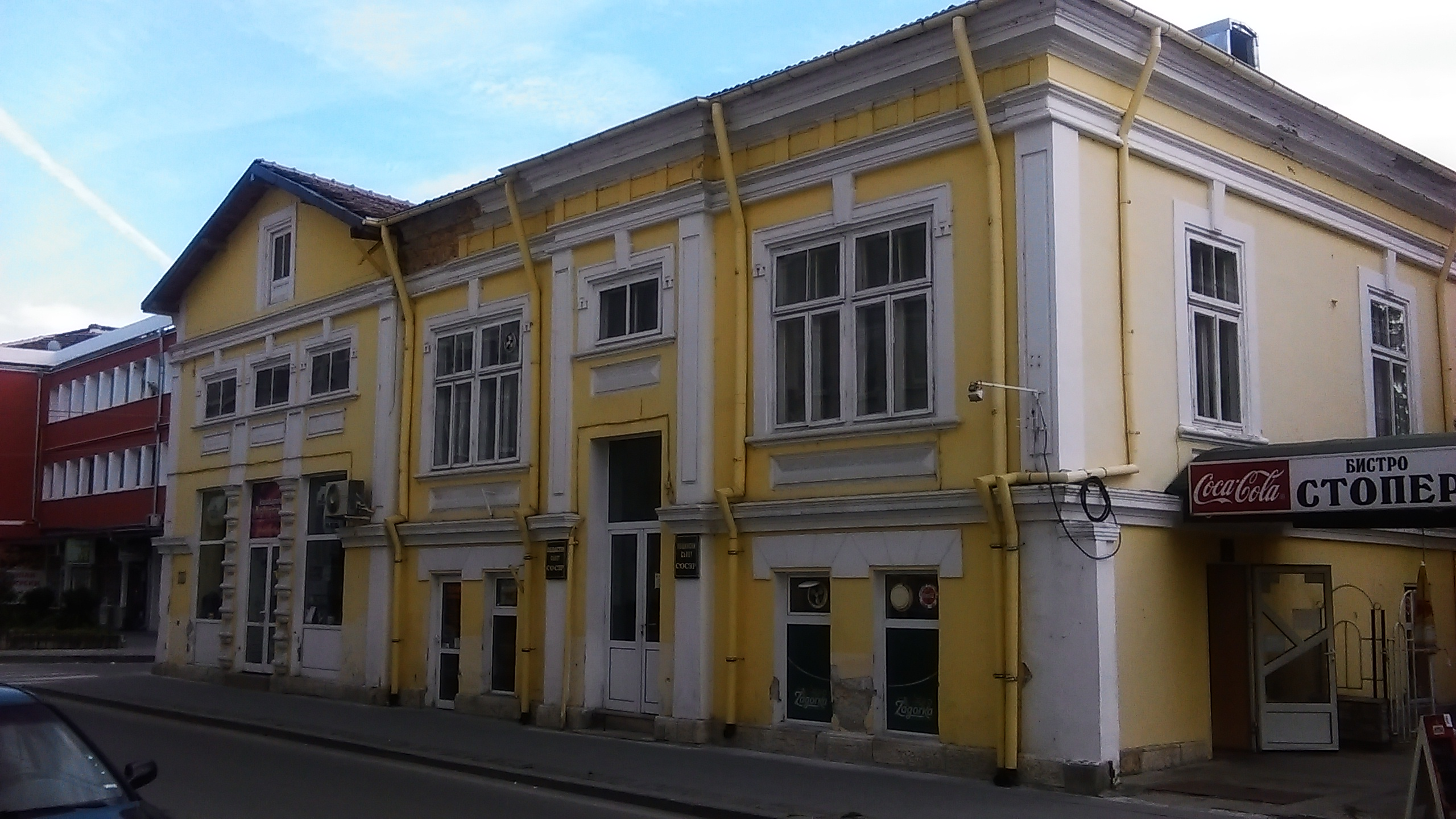
ساختمان اتحادیهٔ افسران و گروهبانان نظامی ذخیره در استان رازگارد، بلغارستان. این مجتمع، در فهرست آثار معماری با اهمیت محلی قرار دارد. (۲۰۱۶)

نیروی ذخیره نظامی (روسی: Запас Вооружённых Сил) یا نیروی ذخیره، یک سازمان نظامی است، که اعضای آن به‌طور همزمان دارای مشاغل نظامی و غیرنظامی می‌باشند. اغلب این اعضا به‌طور معمول در سازمان‌های مسلح فعالیت نمی‌کنند و نقش اصلی آنها این است که در مواقعی که ارتش آنها به نیروی انسانی اضافی نیاز دارد، برای جنگیدن در دسترس باشند. نیروهای ذخیره بطور کلی بخشی از بدنه نیروهای مسلح در نظر گرفته می‌شوند. وجود نیروهای ذخیره به یک کشور این امکان را می‌دهد، که هزینه‌های نظامی خود را در زمان صلح کاهش دهد و در عین حال نیروی آماده برای جنگ را حفظ نماید.